# Romulus Todoran
Romulus Todoran (n. 10 aprilie 1918, Suatu, România – d. 16 ianuarie 1993, Cluj-Napoca, România) a fost un lingvist român.

## Biografie
Provine dintr-o familie de preoți ardeleni. Urmează studiile secundare la Liceul „Mihai Viteazul” din Turda. Licențiat al Facultății de Litere și Filosofie a Universității din Cluj (1941). Este cooptat, încă din 1938, în colectivul de cercetare al Muzeului Limbii Române din Cluj. Colaborează la elaborarea Atlasului lingvistic român și a Dicționarului limbii române. După absolvire, devine asistent la Catedra de limba română și dialectele ei. Debutează cu un articol în revista „Renașterea” din Cluj (1939). Doctor în filologie, în 1948, cu teza Manuscrisul lui Gherman Filip de Urmeniș din 1723. A fost profesor de dialectologie română și șef de catedră la Facultatea de Filologie din Cluj. A colaborat cu studii din domeniile dialectologiei, istoriei limbii române, foneticii și lexicologiei în diverse publicații de specialitate. Coautor la Dicționarul limbii române literare contemporane (1955-1957).

## Lucrări publicate
- Mic glosar dialectal alcătuit după două manuscrise din Biblioteca Centrală din Blaj din 1887, Cluj, Cartea Românească, 1949.
- Dialectologie română, București, Editura Didactică și Pedagogică, 1977 (în colaborare).
- Contribuții de dialectologie română, București, Editura Științifică și Enciclopedică, 1984.
- Contribuții la studiul limbii române, ediție de Ion Mării și Nicolae Mocanu, Cluj, Editura Clusium, 1998.

## Ediții
- Ioan Slavici, Nuvele, vol. I-II (în colaborare cu I. Pervain și Maria Protase), București, ESPLA, 1958.
- Alexe Viciu, Flori de câmp, doine, strigături, bocete, balade (în colaborare cu I. Taloș), Cluj, Editura Dacia, 1976.